# Familia Vial
La familia Vial es una familia chilena que tuvo una destacada participación política y militar durante el siglo XIX, de ella han salido tres presidentes de Chile.
Sus orígenes se remontan en Francia durante el siglo XVII, uno de sus nietos Andrés Vial Barallón se estableció en Bilbao, País Vasco, España, a fines del siglo XVII, donde dejaría descendencia hasta el día de hoy. Dos nietos de este último, Benito Ignacio y Manuel José de Vial Xarabeitía emigraron a América durante el siglo XVIII, siendo los genearcas de este linaje en Chile.
El primero, Benito Ignacio, se establece en Buenos Aires y luego pasa al virreinato del Perú donde fue Gobernador de Chucuito, uno de sus hijos el militar realista, Manuel Ignacio Vial Cardigonde fundó una rama de la familia Vial en Chile, radicándose con sus hijos en Linares, quienes durante la guerra de Independencia de Chile pelearían por la causa realista. 
Mientras el segundo, Manuel José, formó la rama principal de la familia Vial en Chile, estableciéndose en Concepción, participando sus descendientes en el bando patriota, durante la guerra de Independencia. La división de estas dos ramas familiares durante la guerra de Independencia de Chile, muestra como este proceso político fue una guerra civil de Independencia.
Manuel José de Vial Xarabeitía (Bilbao, España, 31 de mayo de 1725-Concepción (Chile), Chile, 23 de diciembre de 1788), militar y regidor de Concepción, se casó en 1748 con María Rita de Aránguiz y Moraga con quien no tuvo descendencia, viudo, casó en segundas nupcias Santiago de Chile en 1751 con María Mercedes Santelices Aránguiz, con quien tuvo 8 hijos, viudo, nuevamente, casa por tercera vez con Tomasa Quevedo y Hoyos Obando, con quien tiene un hijo. Sucesión:
1. Francisco Diego Vial Santelices, nació en Santiago, el 15 de noviembre de 1751, militar patriota durante la Independencia y regidor de Concepción, casó en 1776 con Rosa del Campo Segura con quien tuvo tres hijos, entre ellos Mariana Vial del Campo, madre de José Antonio Alemparte Vial.

1. María del Carmen Vial Santelices, nació en Santiago en 1755 y casó en 1774 con José María Prieto Sotomayor, con quien tuvo 4 hijos, entre ellos Ángel José María Prieto Vial, militar y político, José Joaquín Prieto Vial, militar y presidente de Chile (bisabuelo de Jenaro Prieto y tatarabuelo de Héctor Noguera) y María Carmen Prieto Vial, madre de Manuel Bulnes Prieto, militar y presidente de Chile;

1. Juan de Dios Vial Santelices, nació en Santiago el 3 de mayo de 1758, militar patriota entró a servir en su calidad de noble como Cadete del Batallón de Infantería de Chile el 28 de noviembre de 1772, pasando al Cuerpo de Dragones el 1.º de noviembre de 1778; en 1788 formó parte de la Clase Alférez en la comitiva de Ambrosio Ohiggins¨, gobernador y capitán general de Chile en su visita al norte del país; sargento mayor en 1810; el 16 de septiembre de 1810 es comandante general de Armas, jefe de las Fuerzas Militares que se reunieron el memorable 18 de septiembre de 1810 y adhirió con entusiasmo a la causa de la independencia; el 10 de octubre de 1810 integró la comisión designada por el Cabildo de Santiago para el estudio de la reorganización militar, el 3 de diciembre de 1810 fue nombrado Comandante del Batallón de Infantería Granaderos de Chile, que fue el primer Cuerpo del Ejército de Chile; el 1.º de abril de 1811 le correspondió una intervención significativa de trascendencia en los fastos nacionales al sofocar la revuelta del teniente coronel Tomás de Figueroa y Caravaca que puso en serio peligro la causa patriota. Incorporó al ejército a tres de sus hijos y participó con ellos en las mismas campañas, Juan de Dios Vial Arcaya, Félix Antonio Vial Arcaya y Manuel Antonio Vial Arcaya. Durante la Independencia, alcanzó el grado de coronel, casó en 1790 con María del Carmen Arcaya y Granzón, con quien tuvo 8 hijos, entre ellos Félix Antonio Vial Arcaya, militar patriota, nacido en Santiago y bautizado en la Parroquia del Sagrario, Santiago el 22 de febrero de 1793 ingresó al Ejército como Cadete de la Compañía de Infantería de Santiago por decreto de la Junta Provisional Gubernativa el 22 de septiembre de 1810, Alférez 1811, participó en la represión del motín de Figueroa; Teniente de Asamblea de Caballería por decreto del 26 de septiembre de 1812; Capitán de la 1.º Compañía de Granaderos de Regimiento N.º 1 en 1814; Sargento Mayor Veterano interino del Regimiento de Caballería Disciplinado de Los Andes, por decreto 5 de mayo de 1814 atendiendo su "Mérito, Idoneidad y Patriotismo" durante la Patria Vieja se encontró en Yerbas Buenas, San Carlos, Sitio de Chillán, Talca y en La batalla de Rancagua; derrotados los patriotas se trasladó a Mendoza,  con su padre y hermanos, siendo incorporado al Ejército de Los Andes como Capitán de Granaderos del Regimiento Nº1 de Infantería; participó en la batalla de Chacabuco y luego, como Sargento Mayor Graduado participó en todas las acciones a que asistió su unidad y especialmente en la batalla de Maipo (5 de abril de 1818)se le concedió retiro temporal a raíz de las incidencias de carácter político en que se vieron envueltos su padre, el Coronel Vial. sus hermanos y diversos funcionarios y que tuvo por base la reclamación entablada por el Cabildo de Santiago en contra de los Ministros de Estado en relación con las medidas adoptadas por estos entre el periodo del desastre de Cancha Rayada y la batalla de Maipo;famoso por su arrojo en la acción y por su temple militar; retirado del Ejército, residió un tiempo en la ciudad de San Fernando dedicado a diversas actividades; más tarde se trasladó a Santiago donde desempeño diferentes cargos como funcionario del Poder Judicial. Casó en 1827 con Francisca Maturana del Campo(hija de Manuel Jesús Maturana Guzmán y Petronila del Campo Saavedra)tuvieron 8 hijos entre los cuales está don Juan de Dios Vial Maturana nacido en San Fernando el 10 de julio de 1828, fallecido en Santiago el 30 de septiembre de 1882; siguiendo la tradición militar ingresó al Ejército con el grado de Alférez de Regimiento de Artillería 1851; Teniente 1852, Capitán 1857; Sargento Mayor 1862;Teniente coronel 1868; en 1876 servía en el Cuerpo de Asamblea de Santiago; Comandante de la Brigada de Artillería 1880; Coronel 1881; Jefe de La Casa Militar de la Presidencia de la República; hizo la campaña de la Araucanía 1861-1869, participando en diversos hechos de armas; desempeñó numerosas comisiones de inspección y reconocimiento de las fortificaciones de Arauco, Concepción, Valdivia y Chiloé;en 1868 se le confirió al mando de la Artillería de Alta Frontera; tomó parte en la campaña del Perú 1879 y años posteriores; falleció víctima de una dolencia contraída en la campaña del Perú; casó en la Parroquia de San Isidro en Santiago el 15 de febrero de 1854 con Egidia Lopéz del Alcázar y Saavedra (hija de Juan Enrique López del Alcázar y Carmen Saavedra Guzmán)Tuvieron 9 hijos de los cuales Juan de Dios Vial y López del Alcázar y Félix Antonio Vial y López del Alcázar fueron militares.  y abuelo de Arturo Fernández Vial, marino.

1. María Josefa Vial Santelices, nació en Santiago, el 18 de enero de 1761, falleció siendo niña.

1. Francisco de los Angeles Vial Santelices, nació en Santiago, el 3 de octubre de 1762, falleció siendo niño.

1. Juana de Dios Rafaela Vial Santelices, nació en Santiago el 2 de abril de 1765, casó en 1790 en Concepción con Francisco María de Quesada, con quien se radicó en España, dejando sucesión allí, siendo abuelos del cartógrafo Francisco Coello de Portugal y Quesada.

1. Agustín Vial Santelices, abogado, juez y político, tuvo 9 hijos entre ellos: a Manuel Camilo Vial político, Ramón Vial Formas, agricultor y político; a Dolores Vial Formas, casada con Manuel Rengifo y Cárdenas, político y financista, padres de Manuel Rengifo Vial, político; a Rosario Vial Formas, casada con Manuel Rengifo y Cárdenas, cuando fallece su hermana Dolores; y a Pilar Vial Formas, bisabuela de Bernardino Piñera y tatarabuela de Sebastián Piñera, José Piñera Echenique y Andrés Chadwick.

1. Manuel José de Vial Santelices, (* Santiago, 4 de noviembre de 1752 - † Concepción, 8 de mayo de 1783), Capitán de Milicias de Infantería, Alférez Real, Alcalde y Alguacil Mayor del Cabildo de Concepción. Casó en Concepción en 1773 con Micaela del Río y de Arcaya, con quien tuvo un único hijo, Juan de Dios Vial del Río, abogado, patriota, diputado y senador, que tuvo 11 hijos entre ellos: a Macario Vial Guzmán, tatarabuelo de Joaquín Lavín; a Alejandro Vial Guzmán, bancario y político; y a Wenceslao Vial Guzmán, bisabuelo de Gonzalo Vial Correa, historiador y jurista, y de Juan de Dios Vial Correa, médico cirujano y ex Rector de la PUC.

1. José Manuel Vial y Quevedo, nacido en Concepción en 1764, casó en Concepción el 1 de octubre de 1784 con Lorenza Goitía de la Vega, con quien tuvo 9 hijos. Viudo casa por segunda vez en 1815 con María Justa Quezada, con quien tuvo 3 hijos.

El prestigio militar adquirido por los miembros de la familia Vial durante la guerra civil de Independencia, rápidamente les dio un gran poder político tanto en Concepción como en Santiago, razón por la cual varios de sus miembros ocuparon diversos cargos públicos, puestos militares y políticos, (incluidos dos presidentes de la República). En 1851 dejaba la presidencia de Chile Manuel Bulnes Prieto y se presentaba como candidato a la presidencia de Chile su tío José María de la Cruz Prieto primo hermano de José Joaquín Prieto Vial. En legítima votación el nortino Manuel Montt gana la elección. La familia Vial temerosa de la pérdida de poder de Concepción y de sus propios privilegios políticos ganados hasta esa fecha, acusan de fraude electoral y desconocen la elección, alzándose en armas contra el gobierno elegido, crean uno de los focos de la revolución de 1851 en el sur de Chile,[cita requerida] liderados por el mismo José María de la Cruz.

## Miembros notables de la familia Vial
1. Juan de Dios Vial Larraín, profesor universitario y filósofo. Rector de la Universidad de Chile durante los años 1987-1990. Recibió el Premio Nacional de Humanidades y Ciencias Sociales de Chile en 1997.
2. Juan de Dios Vial Guzmán (1814), diputado.
3. Juan de Dios Vial Guzmán, ministro de estado, diputado y militar. Se unió al bando constitucionalista en la guerra civil de 1891.
4. Juan de Dios Vial del Río, diputado del Primer Congreso Nacional, ministro de estado y repetidamente senador. Miembro del Consejo de Estado de Chile a la caída de Bernardo O'Higgins en 1823. Fervoroso patriota, fue encarcelado por Francisco Casimiro Marcó del Pont durante la Reconquista. Fue el segundo Presidente de la Corte Suprema de Chile.
5. Leonidas Vial Guzmán, ingeniero, empresario y político, miembro del Congreso Nacional por más de 20 años. Fue presidente del Banco de Chile luego de la muerte de Germán Riesco.
6. Manuel Camilo Vial, ministro de estado y político. Decano de la Facultad de Derecho de la Universidad de Chile. Fue uno de los 36 integrantes de la Gran Convención constituyente tras la guerra civil chilena de 1829-1830.
7. Agustín Vial Santelices, abogado, juez y político. Uno de los 7 miembros de la comisión para la redacción de la Constitución Política de la República de Chile de 1833.
8. Manuel Rengifo Vial, abogado y político. Hijo de Manuel Rengifo y Cárdenas, fue ministro de hacienda justo antes de José Victorino Lastarria.
9. Joaquín Prieto, Presidente de la República, tío de Manuel Bulnes, quien también fue Presidente de la República, hijo de Carmen Prieto Vial. Su hija Victoria se casó con José Rafael Larraín Moxó, presidente del Banco Nacional de Chile y uno de los fundadores del Banco de Chile. Su hijo Joaquín Prieto Warnes fue diputado.
10. José Antonio Alemparte Vial, empresario y político, de activa participación en la Independencia de Chile, incluyendo notables participaciones en la Batalla de Rancagua y la Batalla de Chacabuco.
11. Arturo Fernández Vial, marino chileno que se encontraba en la Corbeta Esmeralda durante el combate naval de Iquique.
12. Gonzalo Vial Correa, historiador y ministro de estado. Miembro de número de la Academia Chilena de la Historia y de la Real Academia Española de la Historia.
13. Juan de Dios Vial Correa, médico, rector de la Pontificia Universidad Católica de Chile por más de 15 años, ganador del Premio Jorge Millas y miembro de la Pontificia Academia para la Vida instituida por Juan Pablo II.
14. Manuel Vial, obispo de la Iglesia Católica.
15. Enrique Matta Vial, abogado e historiador, fundador de la Sociedad Chilena de Historia y Geografía.
16. Ángel Prieto Vial, político y militar de la Independencia de Chile, que participó en la Batalla de Rancagua.
17. Osvaldo Vial Vial, político, ministro de estado y embajador.
18. Flora Guerra Vial, pianista y profesora de la Universidad de Chile.
19. Carlos Vial Espantoso, abogado, empresario y político. Fue presidente de la Bolsa de Comercio de Santiago y de la Compañía Sudamericana de Vapores. Fundador del Banco Sud Americano.
20. Carlos Vial Infante, ingeniero, empresario y político. Ministro de estado durante los gobiernos de Jorge Alessandri Rodríguez. Hermano de Alberto Vial Infante, diputado y senador.
21. María Mercedes Vial, escritora feminista y novelista.
22. Francisco Vial Freire, agricultor y político, integrante del Partido Conservador Tradicionalista.
23. Osvaldo Rengifo Vial, político y rector de la Universidad de Chile.
24. Luis Prieto Vial, arquitecto y empresario, presidente de la Cámara Chilena de la Construcción.
25. Juan Manuel Alemparte Vial, político y militar que participó activamente en la Independencia de Chile, incluyendo la Batalla de Chacabuco y la Batalla de Maipú.
26. Jorge Ugarte Vial, abogado y director por más de 40 años de la Biblioteca del Congreso Nacional de Chile.
27. Ramón Vial Formas, abogado, senador y diputado. Casado con Luisa Bello Dunn, hija de Andrés Bello. Dueño de un fundo que abarcaba lo que ahora son la comuna de San Joaquín y Pedro Aguirre Cerda, donde hoy se emplaza la estación del Metro de Santiago Lo Vial (estación), nombrada así por el origen de la urbanización de la zona.
28. Joaquín Vial, economista y consejero del Banco Central de Chile.
29. Bernardo Larraín Vial, abogado y político. Su hermana María Larraín Vial se casó con Eliodoro Matte Ossa, uno de los fundadores del Grupo Matte.
30. Fernando Echeverría Vial, ingeniero, dirigente gremial y ministro de estado.
31. María Luisa Vial Cox, profesora.
32. Pablo Ruiz-Tagle, decano de la Facultad de Derecho de la Universidad de Chile.
33. Enrique Vergara Vial, abogado y fiscal nacional de la Fiscalía Nacional Económica.
34. Rodrigo Galilea, abogado y político. Presidente de Renovación Nacional.
35. Carlos Vial Izquierdo, ingeniero, empresario y dirigente gremial.
36. Gonzalo Vial Vial, empresario. Fundador de Agrosuper.
37. Javier Vial Castillo, controlador en la década de 1970 del Banco Hipotecario de Chile.
38. Vicente Domínguez, abogado y empresario. Presidente de la Empresa de los Ferrocarriles del Estado.
39. Enrique Vial Clark, ingeniero y empresario. Gerente General de Corfo entre 1968 y 1970 y Vicepresidente de la Corporación Andina de Fomento entre 1970 y 1974.
40. Salvador Vial Urrejola Doctor, creador del Instituto de Nefrología de la Universidad Católica